# Lance-roquettes

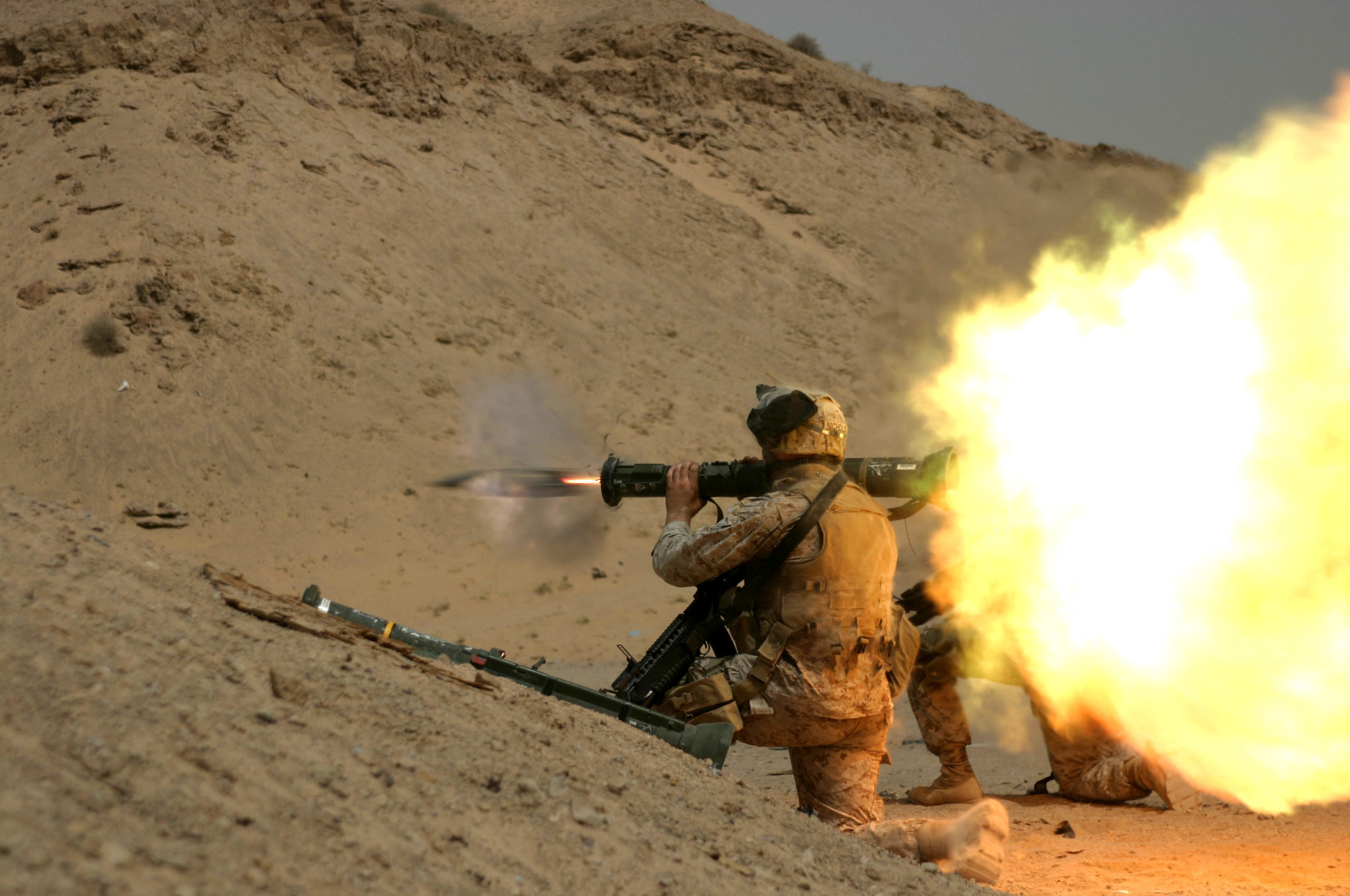
Tir d'un AT-4 par des US Marines lors d'un exercice.

 (février 2016).
Si vous disposez d'ouvrages ou d'articles de référence ou si vous connaissez des sites web de qualité traitant du thème abordé ici, merci de compléter l'article en donnant les références utiles à sa vérifiabilité et en les liant à la section « Notes et références ».
Un lance-roquettes est une arme d'infanterie capable de tirer une roquette. On le considère également comme un lance-grenades propulsées par roquettes. La dénomination militaire française du lance-roquettes individuel est LRAC pour « lance-roquettes antichar » ; on utilise également communément RPG, pour ruchnoy protivotankovy granatomet (en russe : ручной противотанковый гранатомёт) et rocket propelled grenade en anglais.
Pour les roquettes utilisées comme projectiles d'artillerie, voir l’article Lance-roquettes multiples.

## Quelques exemples

### Lance-roquettes
- Bazooka, M72 LAW (US Army)
- Panzerschreck (Wehrmacht)
- LRAC de 73 mm Modèle 1950, LRAC F1, Apilas (France)
- RPG-7 (URSS)
- AT4 (Suède)

### Armes proches
- Arme sans recul : le projectile n'est propulsé que par le coup initial (comme dans un canon classique) et non pas pendant son vol comme pour une roquette. Panzerfaust (Wehrmacht), RPG-2 (URSS), Carl Gustav M2 (Suède), etc.
- Mortier à ergot : PIAT (Royaume-Uni).
- Lance-missile : fondamentalement un lance-roquettes dont le projectile est guidé (Milan (France), FGM-148 Javelin (US Army), Malyutka 9M14 (URSS), etc.).

## Caractéristiques

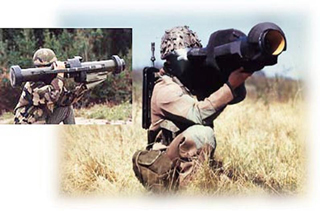
Soldats de l'armée de terre française en position de tir avec un Apilas.

Le lance-roquettes est une arme dont le poids varie de 3,5 kg environ pour les plus légers, comme le M72 LAW américain, et jusqu'à un peu moins de 12 kg pour les modèles les plus encombrants. Ils permettent d'attaquer des chars immobiles jusqu'à une distance de 500 mètres pour les plus puissants.
La majorité des lance-roquettes sont destinés à un usage antichar, avec une munition dotée d'une charge creuse. On trouve néanmoins d'autres munitions, incendiaires, à fragmentation ou thermobariques pour l'attaque de fortifications notamment. Il n'est pas rare que ces armes soient jetables, car elles sont essentiellement constituées par la munition. Les lance-roquettes demeurent des armes simples et peu onéreuses, qui cèdent le pas aux missiles guidés pour le tir à plus longue portée. Au cours des conflits récents comme en Irak, des opérations de guérilla urbaine mettent en œuvre des RPG-7 contre des hélicoptères en vol lent ou stationnaire à basse altitude. Bien que l'arme ne soit pas conçue pour un tel usage, elle s'est révélée assez redoutable dans ce contexte.
Lorsque l'on tire avec un lance-roquettes, les gaz du moteur-fusée sont éjectés à l'arrière. Il y a donc derrière le tireur une zone de danger qui varie en fonction de la puissance de la roquette. Cette zone est appelée « cône de dégagement » et correspond, en général, à un angle de 45° (dont l'axe de tir est la bissectrice) couvrant une distance de 45 mètres à partir du tireur. Cette caractéristique, qui est susceptible de provoquer des accidents chez les troupes peu entraînées, interdit le tir depuis une zone non dégagée, comme un bâtiment par exemple.
La mise à feu de la roquette donne lieu à une détonation particulièrement bruyante, qui soulève un nuage de poussière et qui rend le tireur très repérable. La capacité limitée à un coup n'est par conséquent pas un handicap, le tireur devant changer de position immédiatement (bien que des modèles bitubes aient vu le jour dans les années 1970). Afin de contrer ces effets néfastes, certains constructeurs ont proposé des systèmes alternatifs, en introduisant par exemple une contre-masse constituée de pétales de plastique inoffensifs. L'arme gagne dès lors en discrétion et peut tirer avec un mur à quelques mètres seulement derrière l'arme.
Les organes de visée sont généralement optiques avec des échelles permettant d'ajuster le tir en fonction de la distance, du mouvement de la cible et du vent, notamment sur les armes entièrement jetables. Au cours des années 1980, certains lance-roquettes étaient équipés d'un fusil parallèle, dont les munitions avaient des caractéristiques balistiques équivalentes à celle de la roquette. Le tireur pouvait ainsi ajuster sa visée en tirant à plusieurs reprises sur un blindé avec le fusil pour ensuite déclencher le tir de roquette. Des lunettes plus sophistiquées, éventuellement dotées d'un télémètre et de la vision nocturne sont éventuellement disponibles sur les modèles rechargeables ou dont seul l'organe de visée est récupéré sur des modèles jetables.